# Planck (Mondkrater)
Planck, benannt nach dem Physiker Max Planck, ist ein großer Mondkrater mit einem Durchmesser von etwa 319 Kilometern, der sich auf der Südhalbkugel der Mondrückseite befindet. Er liegt westlich der ummauerten Poincaré-Ebene, einer weiteren riesigen Formation, die nur geringfügig größer als Planck ist. Am südöstlichen Rand des Planck liegt der Krater Prandtl, im Nordosten Hildegard und im Westen Fechner. Planck liegt im Südpol-Aitken-Becken.

## Formation
Laut einer Studie aus dem Jahr 2012 bildete sich Planck vor etwa 4,09 Milliarden Jahren und ließ das von ihm betroffene Gebiet des Südpol-Aitken-Beckens teilweise wieder an die Oberfläche gelangen.

## Beschreibung
Wie bei vielen Mondformationen dieser Größe wurde der äußere Rand durch kleinere Einschläge beschädigt und erodiert, sodass ein schroffer Ring aus Gipfeln und Graten zurückblieb, der von kleinen Kratern eingekerbt und eingeschnitten ist. Der westliche Rand dieser ummauerten Ebene wird sauber von einem langen Mond Tal überlagert, das als Vallis Planck bezeichnet wird. Trotz seines Namens liegt dieses Tal jedoch tatsächlich radial zur ummauerten Schrödinger-Ebene im Süden. Das Tal ist etwa 503 Kilometer lang. Das bemerkenswerteste Merkmal im Innenboden von Planck ist eine Multikraterformation in der nördlichen Hälfte, bestehend aus Planck W, Planck Y, Planck Z, Planck B und Planck A. Das Innere von Planck Y wurde fast vollständig von Lava überflutet, so dass nur ein flacher Umfang übrig bleibt. Ebenso wurde Planck Z überflutet, obwohl sein Rand etwas stärker hervortritt. Das Innere von Planck B ist teilweise von einem konzentrischen Krater besetzt und der Boden weist mehrere Spalten auf. Teile des restlichen Bodens von Planck sind eben und glatt, zumindest im Vergleich zum umgebenden Gelände. Dies ist insbesondere in einem Bogen entlang der nördlichen Innenwand der Fall. Die südliche Hälfte des Kraters ist etwas unregelmäßiger, obwohl sie stellenweise immer noch ebene Ebenen bildet. Es gibt viele kleine Krater im Inneren von Planck und einige Überreste von Geisterkratern.

### Satellitenkrater
Konventionell werden diese Merkmale auf Mondkarten dadurch identifiziert, dass der Buchstabe auf der Seite des Kratermittelpunkts platziert wird, der Planck am nächsten liegt.
| Buchstabe | Position            | Durchmesser | Link |
| --------- | ------------------- | ----------- | ---- |
| A         | 54,18° S, 137,4° O  | 19 km       |      |
| B         | 55,37° S, 137,18° O | 45 km       |      |
| C         | 52,96° S, 141,26° O | 44 km       |      |
| J         | 62,45° S, 145,09° O | 25 km       |      |
| K         | 64,52° S, 146,09° O | 26 km       |      |
| L         | 66,45° S, 141,66° O | 23 km       |      |
| W         | 55,44° S, 131,28° O | 17 km       |      |
| X         | 53,94° S, 129,31° O | 22 km       |      |
| Y         | 54,68° S, 132,17° O | 41 km       |      |
| Z         | 55,81° S, 135,1° O  | 67 km       |      |